# Doullens
Doullens (niederländisch Dorland) ist eine französische Gemeinde mit 5814 Einwohnern (Stand 1. Januar 2022) im Département Somme in der Region Hauts-de-France. Sie gehört zum Arrondissement Amiens, ist Hauptort des Kantons Doullens und Sitz des Gemeindeverbandes Communauté de communes du Territoire Nord Picardie.

## Geografie
Die nordfranzösische Gemeinde Doullens liegt am Oberlauf des Authie, etwa in der Mitte des Städtedreiecks Amiens-Arras-Abbeville.

## Geschichte
Doullens war Sitz der Vicomtes von Vermandois und später Ponthieu (Hare).
Im Jahr 1225 kam Doullens in den Herrschaftsbereich des französischen Königs.
1475 wurde die Stadt durch Ludwig XI. niedergebrannt, weil sie auf der Seite des Herzogs von Burgund stand. 1523 wurde die Stadt durch englisch-burgundische Truppen belagert, verteidigte sich aber standhaft. 1595 wurde die Stadt nach einer Belagerung durch die Spanier eingenommen, kam aber 1598 durch den Frieden von Vervins zurück an Frankreich.
Unter Franz  I. wurde 1530 mit dem Bau einer Zitadelle durch De Costello begonnen. Die Befestigungsanlage war eine der ersten ihrer Art in Frankreich. 
Die Zitadelle diente schon früh als Gefängnis und während des Zweiten Weltkriegs auch als Internierungslager. In den 1950er-Jahren befand sich in ihr ein Frauengefängnis. Im Film Astragal mit Horst Buchholz (1968) ist das Gefängnis ein Ort der Handlung.
Am 26. März 1918 wurde Ferdinand Foch, damals noch General, in dem 1898 auf dem Gelände des ehemaligen Klosters Saint Michel errichteten Rathaus der Stadt zum alleinigen Befehlshaber der alliierten Streitkräfte an der Westfront und damit zum Marschall befördert.
Die ehemalige Gemeindeverwaltung mit ihrem Beffroi (deutsch Belfried) aus dem 15. Jahrhundert ist seit 2005 ein UNESCO-Weltkulturerbe.

## Städtepartnerschaft
Doullens unterhält seit 1976 eine Städtepartnerschaft mit Much in Deutschland.

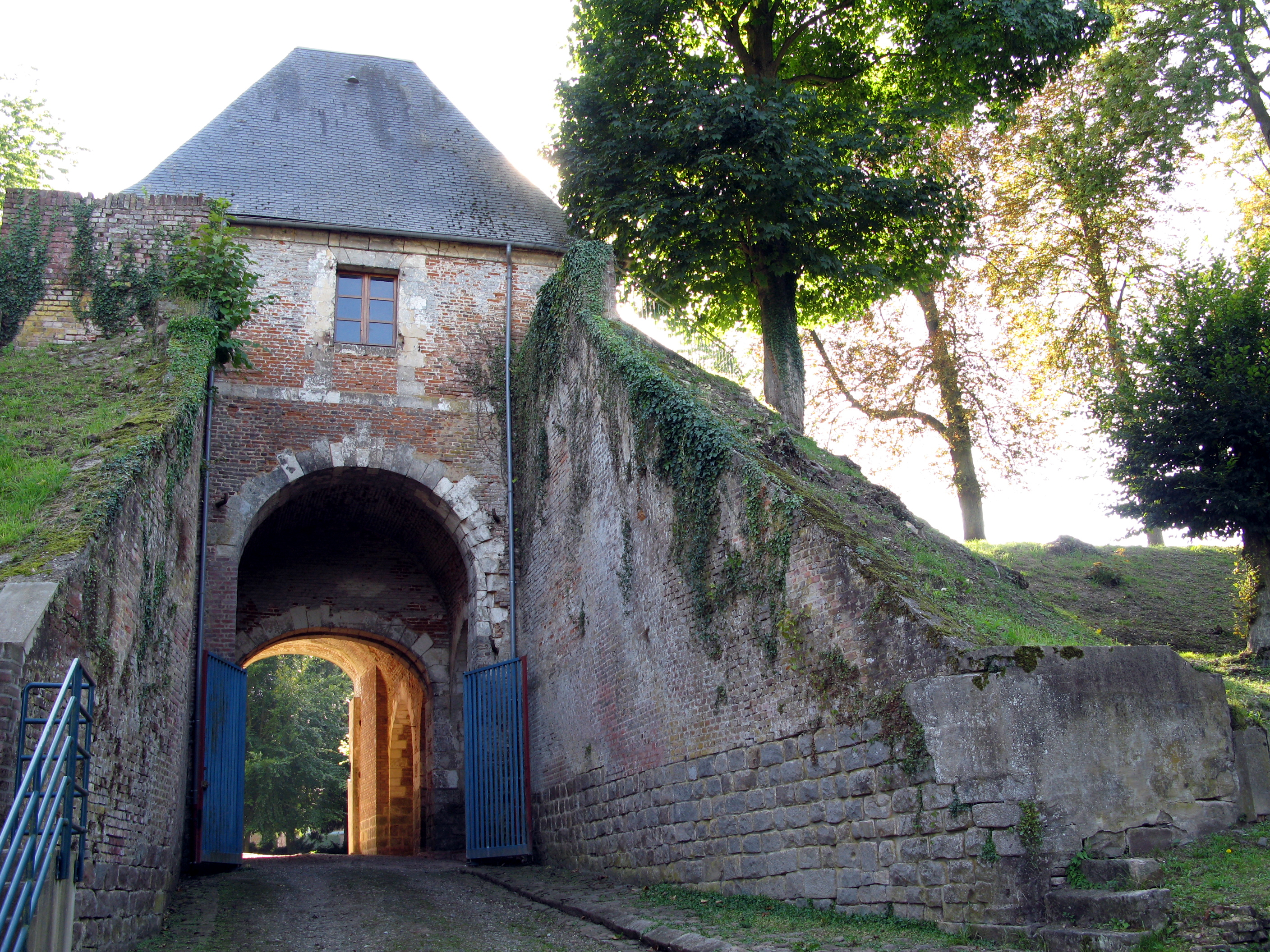
Doullens – Die Zitadelle
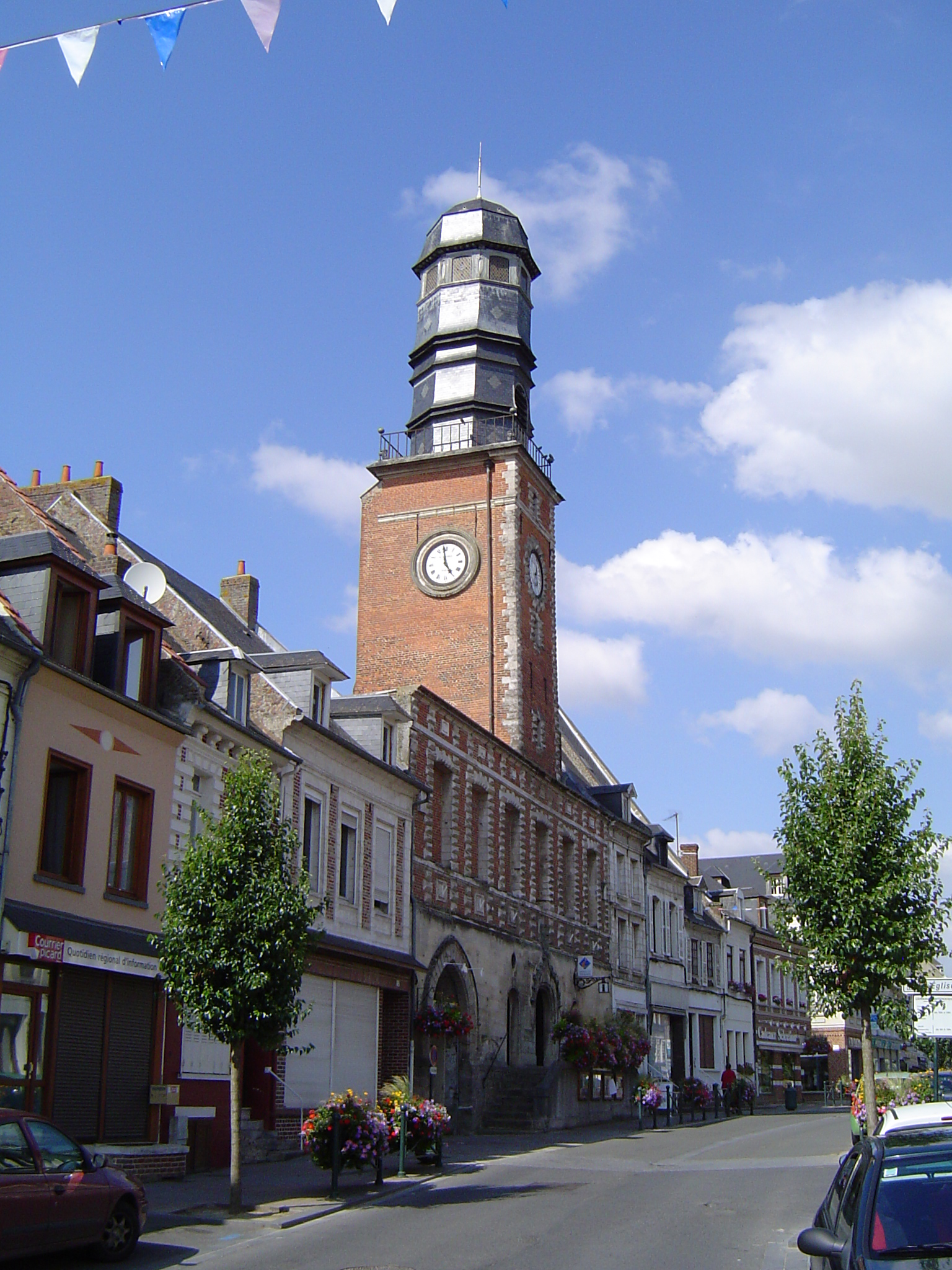
Doullens – Der Belfried
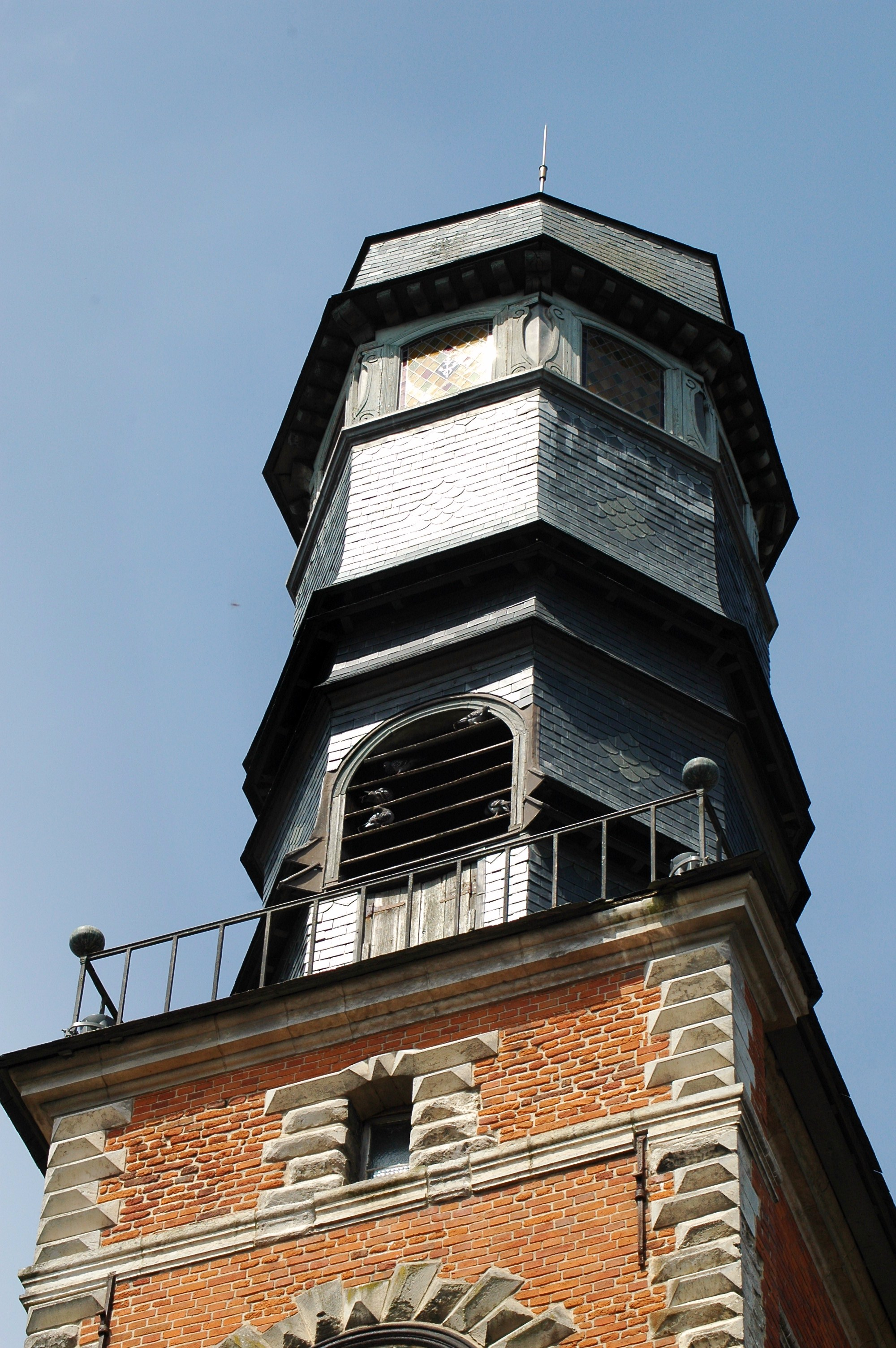
Doullens – Der Belfried

## Persönlichkeiten
- Joseph Du Fresne de Francheville (1704–1781), Finanzfachmann, Schriftsteller und Dichter
- Suzanne Masson (1901–1943), Gewerkschafterin und Kommunistin sowie Widerstandskämpferin in der Résistance